# 坂上頼泰
坂上 頼泰（さかのうえ の よりやす）は、戦国時代から安土桃山時代にかけての武士・庄屋。通称、木接太夫。

## 略歴
摂津守に任じられた源満仲が多田盆地に入部、所領として開拓すると共に、多くの郎党を養い武士団を形成し、武士団の中心として坂上氏で坂上党の棟梁坂上頼次を摂津介に任じ、山本荘司に要請して西政所、南政所、東政所を統括して多田院の警衛にあたらせた。頼泰は頼次から数えて34代目の山本荘司家。
永正12年（1515年）、誕生。足利義輝に仕えたものの、同じ多田院御家人の一人であった塩川国満に侵攻され坂上氏は衰微する。
その後一時豊臣秀吉の親衛を務めるが、後に退隠して町人となってしまい、山本膳太夫と号して山本で庄屋や酒造、銀鉱採掘、両替業などを営み、園芸をして余生を過ごすと、接ぎ木の技法を発明した。文禄2年（1593年）、これを聞いた豊臣秀吉が大坂城で頼泰と引見し、その技術の素晴らしさに「木接太夫」の称号を与えた。
慶長2年（1597年）、死去。
明治45年/大正元年（1912年）に彰徳碑が建てられ、2017年には宝塚市の特別名誉市民の称号を与えられた。